# Королевский монетный двор Бельгии
Королевский монетный двор Бельгии (фр. Monnaie Royale de Belgique, нидерл. Koninklijke Munt van Belgie) — бельгийское государственное предприятие, изготавливавшее до 2018 года монеты по заказам Национального банка Бельгии. Подчиняется Администрации казначейства Министерства финансов Бельгии.
В период феодальной раздробленности на территории Бельгии существовало несколько монетных дворов. В период нахождения Бельгии в составе Испанских Нидерландов, а затем Австрийских Нидерландов монетный двор в Брюсселе чеканил монеты Габсбургов. В это время на монетах начало употребляться в качестве обозначения монетного двора изображение головы архангела Михаила.
В 1695 году, во время Войны Аугсбургской лиги, Брюссель подвергся обстрелам французской армии под командованием маршала Буффлера. Монетный двор был разрушен. Около 1700 года на его месте было построено здание театра Ла Монне, а монетный двор был восстановлен в другом месте.
В 1790 году, в период Бельгийских соединённых штатов, монетный двор выпустил монеты этого кратковременно существовавшего государства.
С 1815 по 1830 год территория Бельгии входила в состав Нидерландов. Монетный двор работал в качестве филиала монетного двора Нидерландов. В 1832 году двор начал чеканку бельгийских монет.
В 1969 году название предприятия «Монетный двор», (фр. Hôtel des Monnaies) изменено на «Королевский монетный двор Бельгии».
20 июня 2017 года было опубликовано сообщение о прекращении монетным двором чеканки монет с 2018 года. Впредь бельгийские монеты будут чеканиться на других монетных дворах, которые будут выбираться путём проведения тендеров. Сам монетный двор, как организация, сохраняется, в его составе остаётся пробирная палата, лаборатории и другие подразделения, а всё предназначенное для чеканки монет оборудование продаётся. С 2018 года чеканка бельгийских монет ведётся на Королевском монетном дворе Нидерландов.